# Королевский орден Бутана
Королевский орден Бутана, или Друк Тхуксей (англ. Druk Thuksey, или Druk Thugsey, в переводе с дзонг-кэ: «Сын сердца дракона-громовержца») — высшая гражданская награда Бутана.
Орден был учреждён третьим королём Бутана Джигме Дорджи Вангчуком в 1966 году. Орденом награждаются подданные Бутана и иностранные граждане, которые внесли свой вклад в разнообразие путей социально-экономического, религиозного и политического развития и роста Бутана. Орден имеет три класса.
Список награждённых орденом по состоянию на декабрь 2008 года:
1. Льонпо Йешей Зимба — бутанский политик, премьер-министр Бутана (2000-2001 и 2004-2005).
2. Льонпо[эст.] Сонам Тобгай (англ. Lyonpo Sonam Tobgay)
3. Льонпо Тхинлей Джамцо (англ. Lyonpo Thinley Jamtsho)
4. Льонпо Кинзанг Дорджи — бутанский политик, премьер-министр Бутана (2002-2003 и 2007-2008).
5. Льонпо Джигми Йосер Тинлей (награждён 2 июня 1999) — бутанский политик, премьер-министр Бутана (1998-1999, 2003-2004 и 2008-2013).
6. Льонпо Ханду Вангчук — бутанский политик, премьер-министр Бутана (2001-2002 и 2006-2007).
7. Льонпо Сангай Нгедуп (2 июня 1999 года за достижения в области сельского хозяйства, здравоохранения и образования) — бутанский политик, премьер-министр Бутана (1999-2000 и 2005-2006).
8. Льонпо Дорджи Церинг (англ. Lyonpo Dorji Tshering)
9. Дашо Кэйдзи Нисиока — создатель современного сельского хозяйства Бутана.
10. Отец Уильям Маккей (награждён в 1973 за заслуги в развитии образования в Бутане) — канадский иезуитский священник, создатель современной системы образования в Бутане.
11. Дашо Вангчук (англ. Dasho Wangchuk)
12. Дашо Дорджи Тензин (англ. Dasho Dorji Tenzin)
13. Дашо Дорджи Гьелцен (англ. Dasho Dorji Gyeltshen)
14. Лопен Омтонг (англ. Lopen Omtong)
15. Сингье Намгьял (англ. Singye Namgyal)
16. Дунгцо Пема Дорджи (награждён в 2 июня 1999 за его работу и вклад в развитие народной медицины в Бутане) — доктор традиционной бутанской и тибетской медицины, был первым человеком, кто стал применять традиционную медицину в государственных лечебных учреждениях Бутана.
17. Лопен Таши Пхунцо (англ. Lopen Tashi Phuntsho)
18. Лама Пема Цеванг (англ. Lam Pema Tshewang)
19. Ап Допое (англ. Ap Dopoe)
20. Г. Н. Рао (англ. Mr. G.N. Rao)
21. медсестра Пассанг Ом (англ. Nurse Passang Om)
22. Лхадип Уген Лхендуп (англ. Lhadip Ugen Lhendup)
23. Темпа (англ. Tempa)
24. Дашо Кунзанг Вангди (англ. Dasho Kunzang Wangdi)
25. Аум Нетен Зангмо
26. Дашо Пема Вангчук (англ. Dasho Pema Wangchuk)
27. Дашо Пема Вангчен (англ. Dasho Pema Wangchen)

Награждённые в 2013:
- Дзок Трун Трун (награждён в январе 2013).

Награждённые в 2017:
- Лотай Церинг — за «самоотверженное и самоотверженное служение нашему королю, нашей стране и нашему народу»[1][2].